# Culex insigniforceps
Culex insigniforceps är en tvåvingeart som beskrevs av Clastrier och Claustre 1978. Culex insigniforceps ingår i släktet Culex och familjen stickmyggor.
Artens utbredningsområde är Franska Guyana. Inga underarter finns listade i Catalogue of Life.